# Gabriel Popescu (gravor)
Gabriel Popescu (n. 8 aprilie 1866, Vulcana Pandele - d. 15 aprilie 1937, Vulcana Pandele), fiu de preot, cu un parcurs educațional impecabil, cu pregnante valențe artistice dovedite pe parcursul studiilor, a devenit cel dintâi gravor român cu studii în domeniu, fondator și titular vreme de mai multe decenii al catedrei de gravură a Școlii  Naționale de Arte Frumoase din București. Solitar și discret, temeinic și fin cunoscător al naturii umane, expresiv și impecabil în execuție, Gabriel Popescu a lăsat arta să vorbească pentru el. Datorită calităților sale excepționale, a primit mai multe distincții și medalii la diferite expoziții, a fost prețuit și încurajat de însuși Majestatea Sa, regele Carol I al României. A stăpânit toate tehnicile gravurii (acvaforte, dăltița, ac sec, acvatina) arătând un interes deosebit pentru posibilitățile fiecăreia în parte, dar a excelat și în alte domenii, realizând timbre, medalii și plachete. Își odihnește veșnicia în satul natal, lângă biserica în care a slujit și tatăl său.

## Galerie

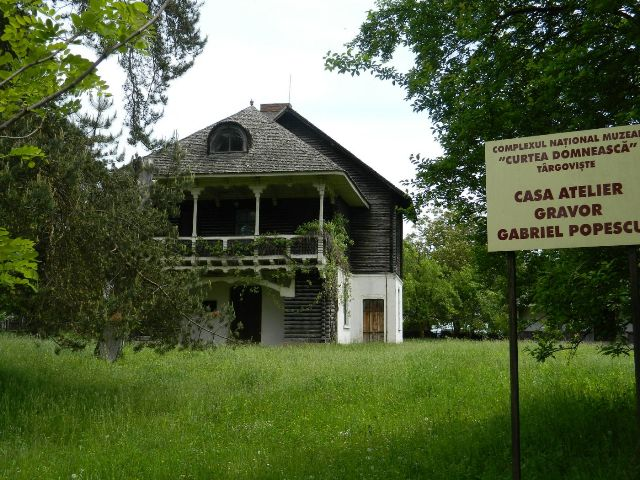
miniatură
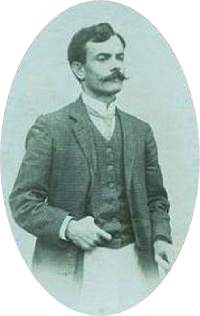
foto

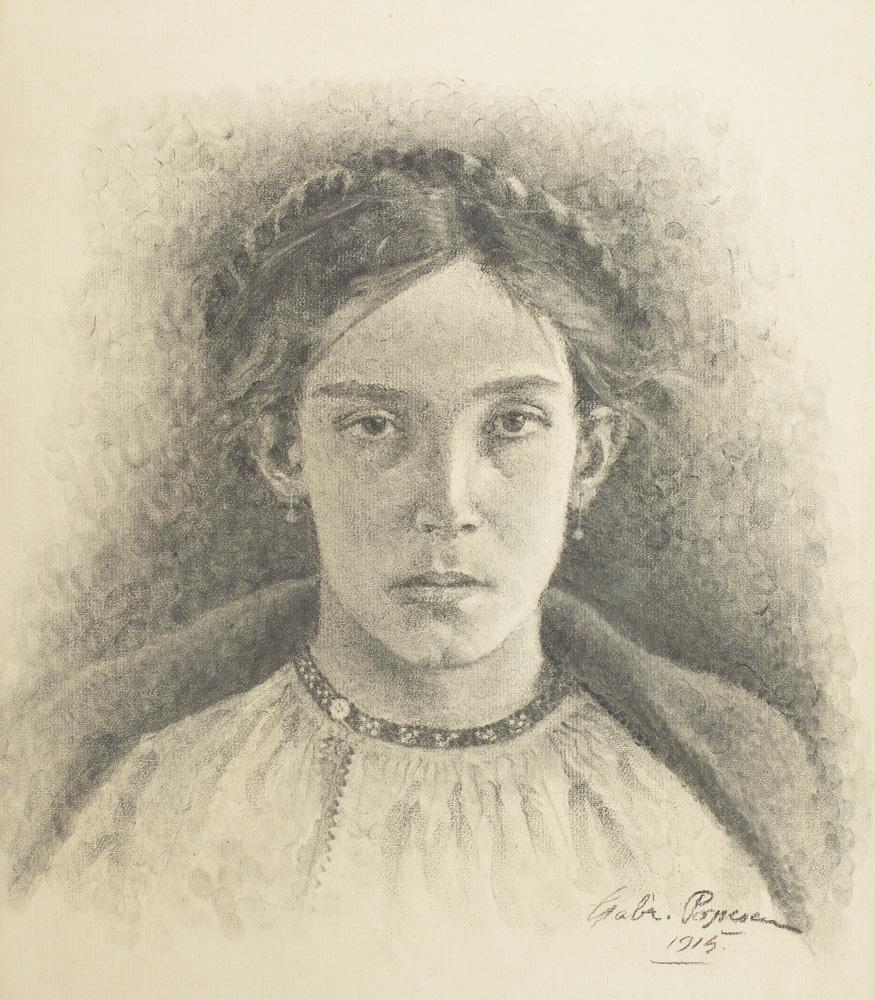
Fată din Vulcana
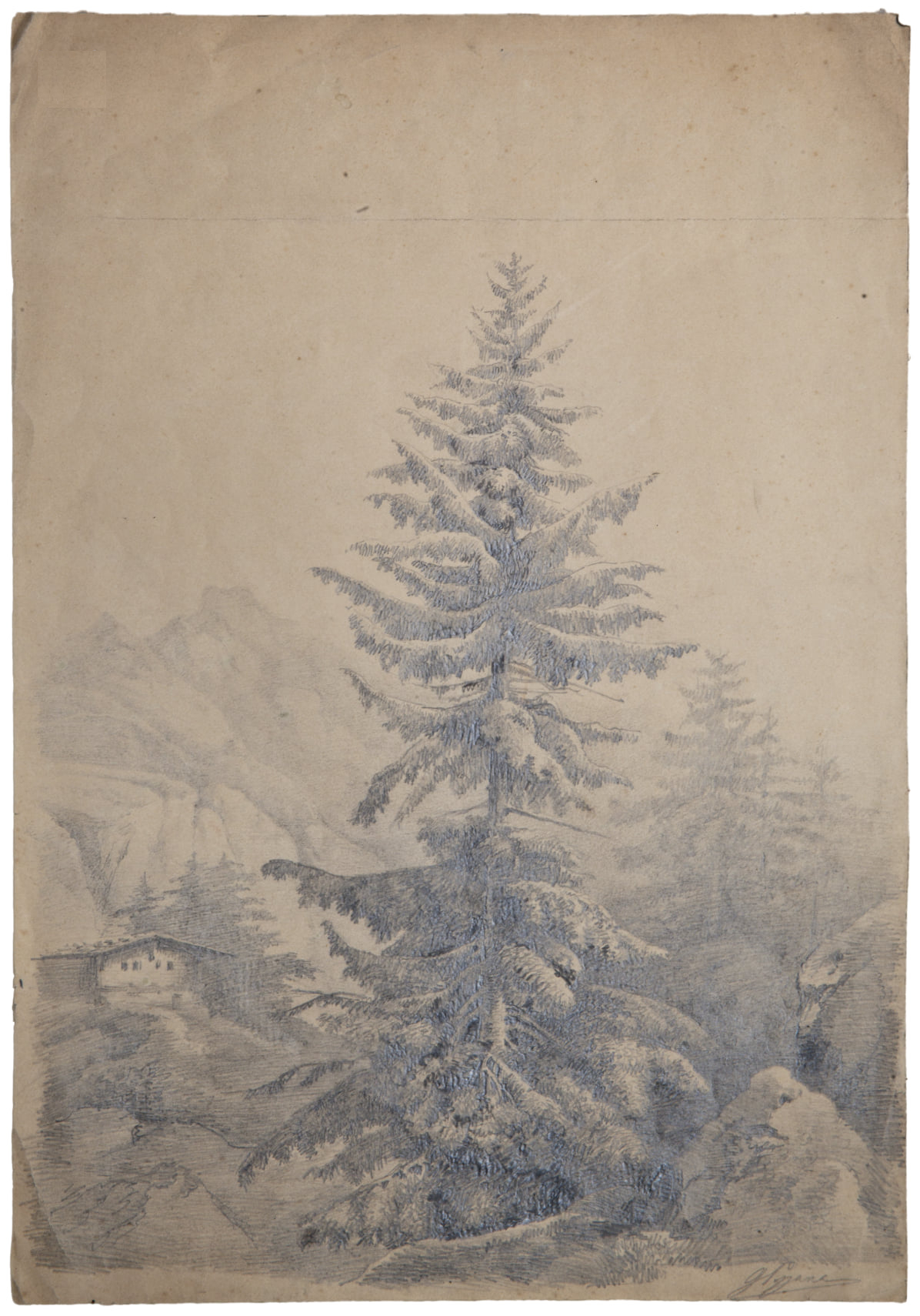
Studiu de copac
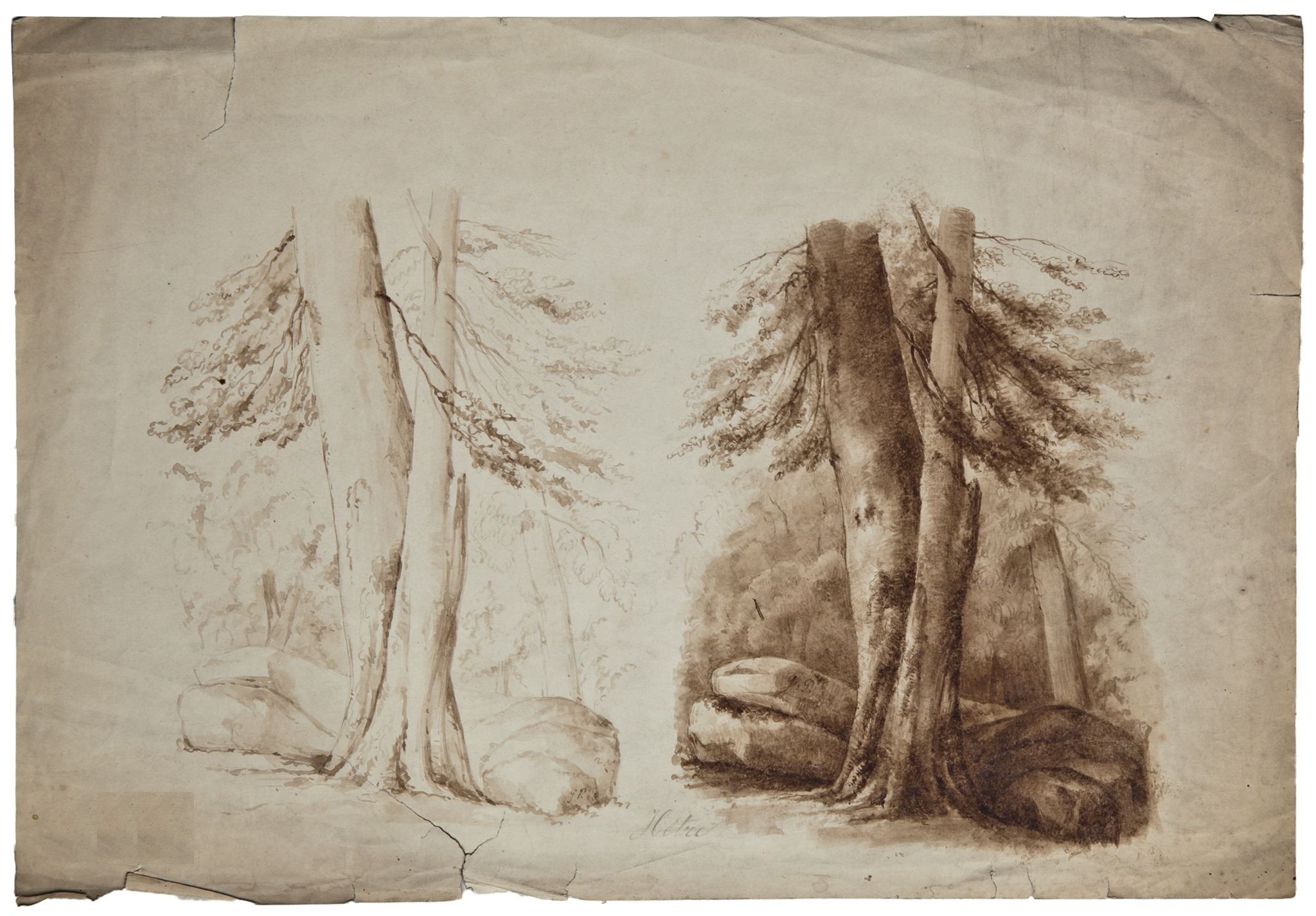
Studiu de peisaj
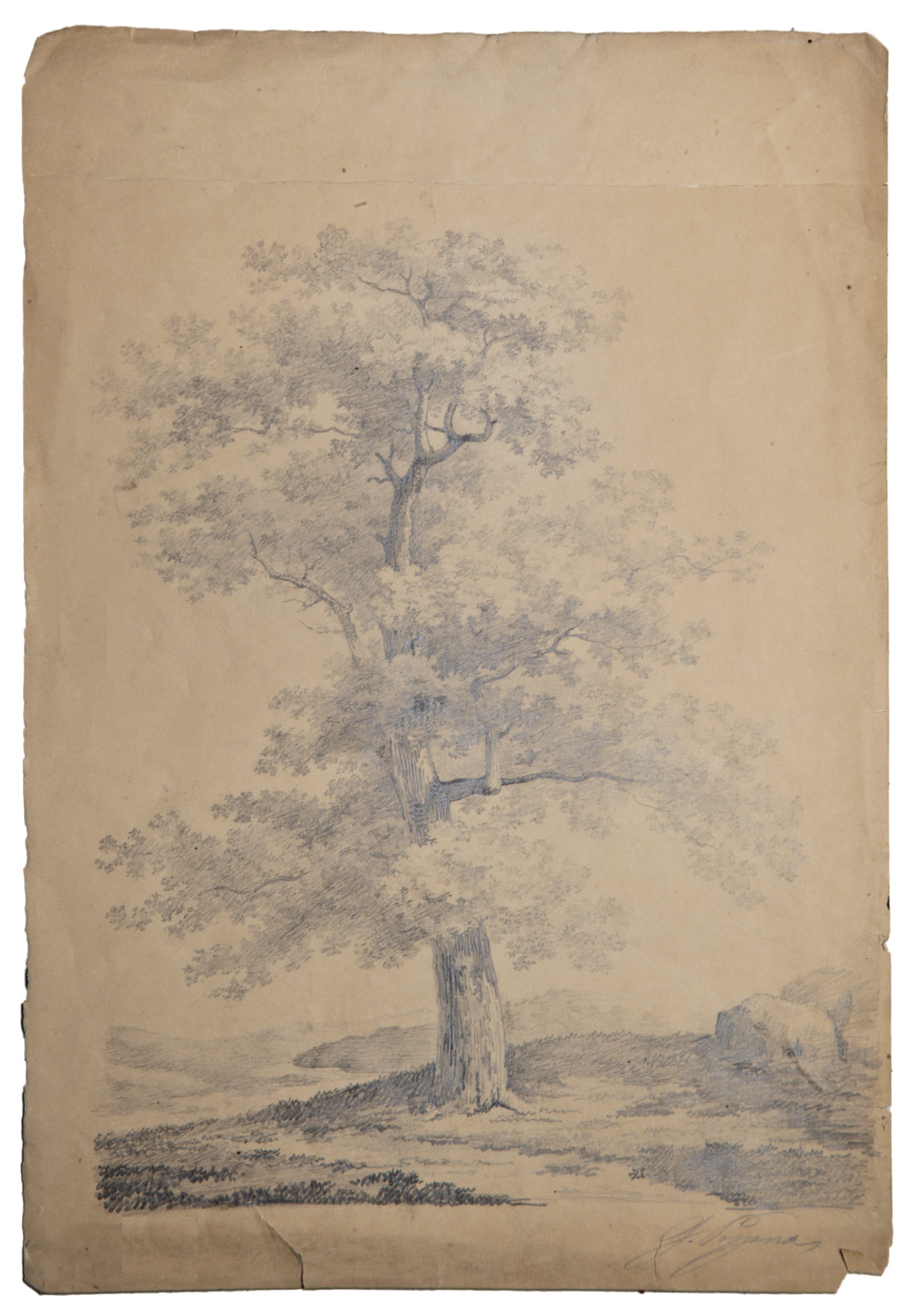
Studiu de copac
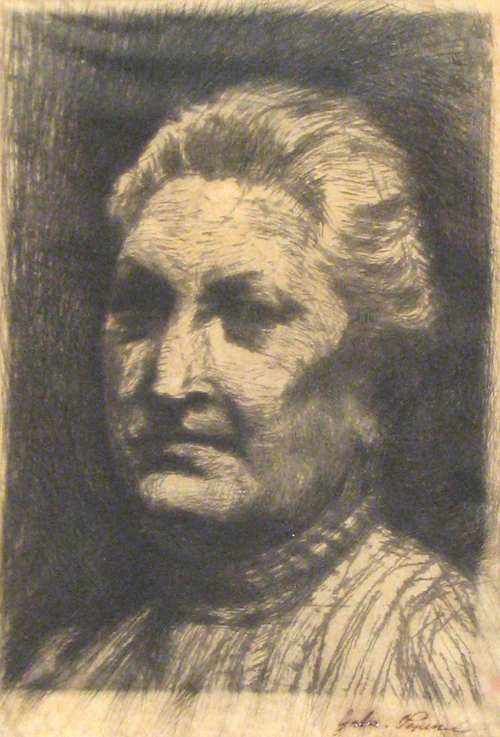
Portret de femeie (Antonine Canazin)

## Vezi și
- Casa - Atelier „Gabriel Popescu”